# Langshelling

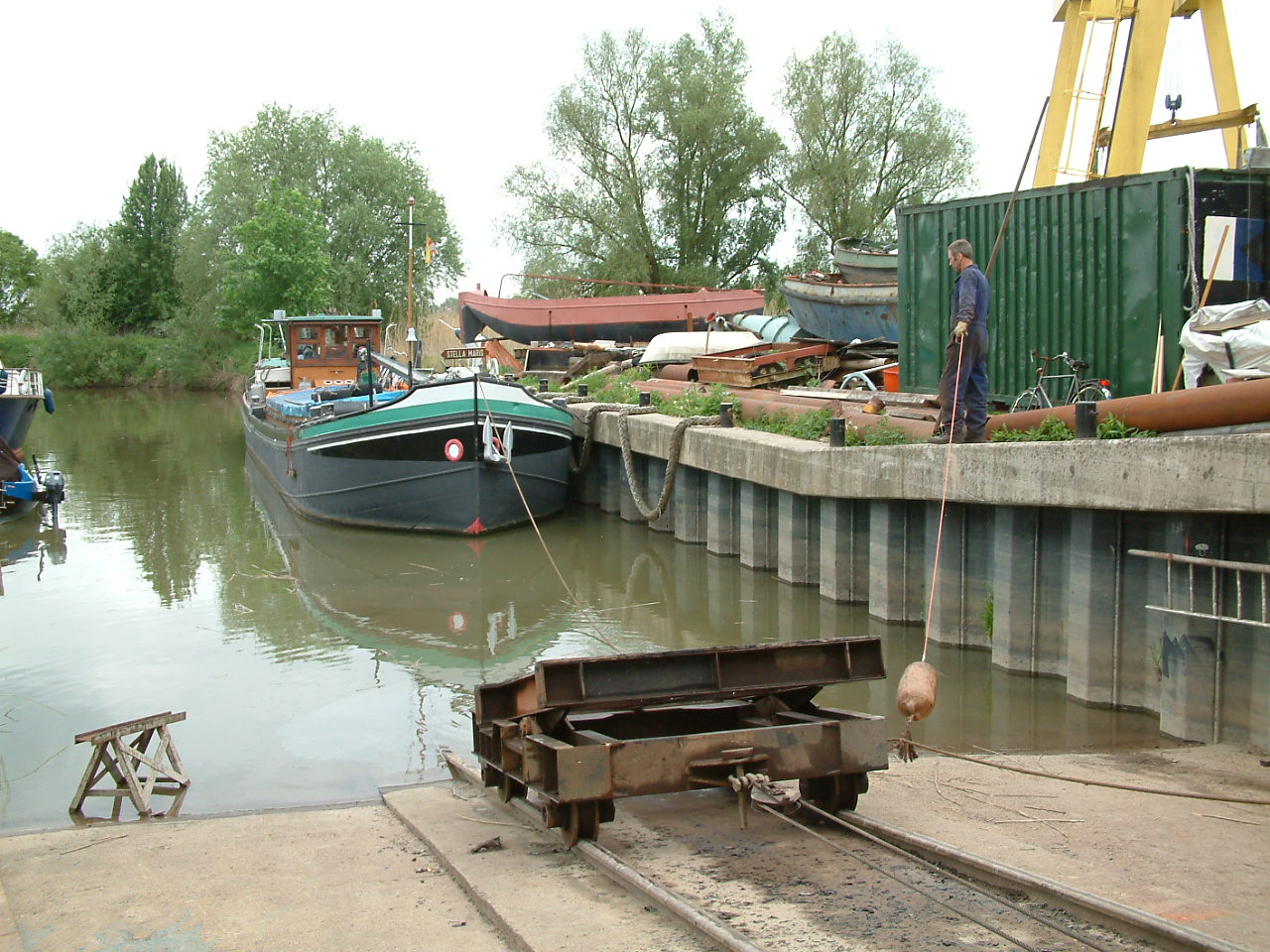
Binnenschip voor een langshelling

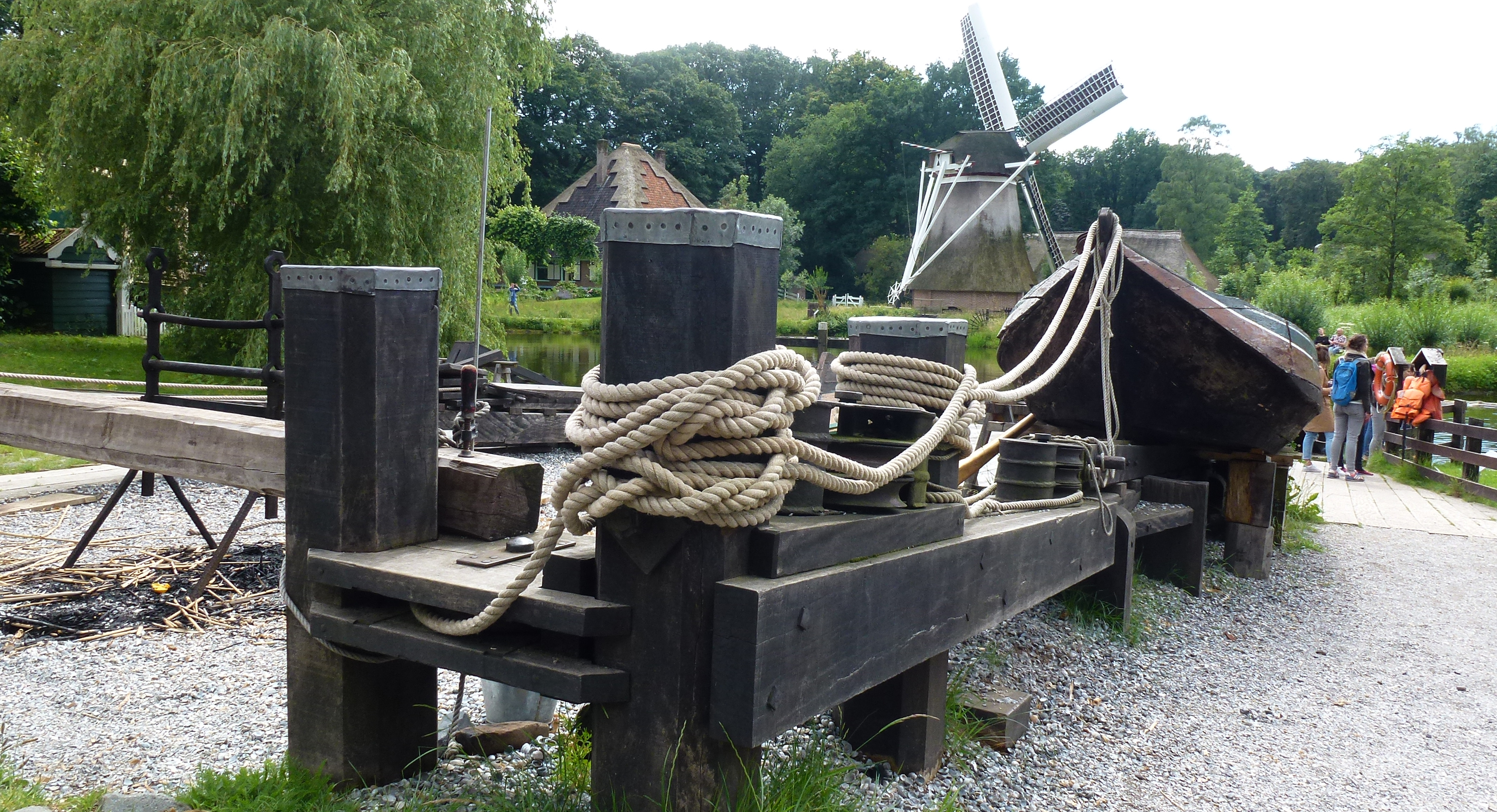
Langshelling op de scheepswerf van het Nederlands Openluchtmuseum in Arnhem

Een langshelling is een droogzetinstallatie om schepen droog te zetten en weer te water te laten. Samen met een dwarshelling behoort de langshelling tot de scheepshellingen.
Een helling wordt gekarakteriseerd door een aflopende baan die van de werf het water inloopt. Voor een langshelling geldt dat deze banen in de lengterichting van de schepen lopen. Er zijn reparatiehellingen en nieuwbouwhellingen. Op nieuwbouwhellingen wordt het schip door de zwaartekracht enkel richting water getransporteerd. Op reparatiehellingen dient het schip ook omhooggehaald te worden. Daarom heeft een reparatiehelling normaal gesproken een trekinstallatie om de schepen droog te zetten. Bij reparatiehellingen staat het schip meestal op een wagen of een aantal wagens. De wagen wordt hellingwagen genoemd en soms ook cradle (wieg); soms wordt de naam cradle ook voorbehouden aan delen van de hellingwagen. Terwijl bij nieuwbouwhellingen gebruikgemaakt kan worden van ingevette banen, wordt bij een reparatiehelling gebruikgemaakt van rails; de hellingwagen rijdt op wielen of op rolletjes. Reparatiehellingen lopen door tot de bodem van het water, nieuwbouwhellingen houden vaak eerder op, zodat het schip het laatste stuk min of meer in het water valt.
De hellingbaan van grote langshellingen is meestal recht met een vaste hoek ten opzichte van het werfterrein. Kleinere langshellingen zijn soms parabolisch gevormd. Dit heeft tot voordeel dat de helling minder lang is en dat de schepen op de wal horizontaal staan.
Het zal echter duidelijk zijn dat het geen probleem is om een schip op een parabolische helling te dokken als het schip wordt ondersteund op 2 punten. Dat houdt echter in dat het geen al te grote schepen zijn. Worden de schepen groter dan dient men heel speciale cradles te gebruiken om het schip over zijn lengte te ondersteunen op een parabolische helling.
In visserijhavens heeft men vaak het probleem dat de schepen vrijdagmiddag binnenkomen en maandagmorgen weer willen varen. Er moeten dus tegelijkertijd meerdere schepen uit het water gehaald worden. In veel havens in het Verenigd Koninkrijk kun je daarom langshellingen aantreffen, waar het bovendeel van de helling bestaat uit een traverseerwagen die in dwarse richting kan bewegen. Parallel, naast de hellingbaan zijn er dan een aantal railbanen beschikbaar. Het schip wordt dus staande op zijn cradle (scheepsondersteuning) op de traverseerwagen getrokken. De traverseerwagen wordt dwarsuit getrokken tot de rails van de traverseerwagen in lijn staan met de rails van een parkeerplaats en hier wordt het schip op zijn cradle op de parkeerplaats gezet. Het volgende schip kan nu drooggezet worden.